# Dickie Jeeps
Dickie Jeeps (ur. 25 listopada 1931 w Chesterton, zm. 8 października 2016 w Newmarket) – angielski rugbysta grający na pozycji łącznika młyna, reprezentant kraju, działacz sportowy.

## Kariera sportowa
W pierwszej drużynie Bedford Modern School występował początkowo jako obrońca, następnie został przestawiony na pozycję łącznika młyna. Karierę w rugby rozpoczął w wieku siedemnastu lat w Cambridge RUFC, w którego seniorskim zepole występował w latach 1949–1952, a następnie w barwach Northampton podczas trzynastoletniej kariery zaliczył 273 spotkania zdobywając 48 przyłożeń. Na krótko powrócił do klubu z Cambridge w roku 1968.
Trzykrotnie zagrał podczas tournée British and Irish Lions. Do Południowej Afryki w 1955 udał się jako trzeci (po Johnie Williamsie i Trevorze Lloydzie) łącznik młyna, nie mając dotychczas na koncie żadnego występu w angielskiej kadrze. Szybkość i jakość podań sprawiła jednak, iż został preferowanym partnerem Cliffa Morgana przy obsadzaniu roli łączników młyna i ataku. Podczas kolejnych dwóch wypraw – w latach 1959 i 1962 – uznawany był przez gospodarzy za najlepszego zawodnika turystów, a jego bilans w zespole Lions zamknął się w liczbie czterdziestu dwóch spotkań, w tym trzynastu testmeczów, będących ówczesnymi rekordami, pobitymi jedynie przez WJ McBride'a i wydającymi się nie do osiągnięcia w dobie profesjonalnego sportu.
Od początku lat pięćdziesiątych pojawiał się na sprawdzianach angielskiej reprezentacji, selekcjonerzy preferowali jednak długie podanie Johna Williamsa. Zadebiutował w niej podczas Pucharu Pięciu Narodów 1956, jednak z uwagi na słabą formę był to jedyny występ w tym roku. W kolejnej edycji zagrał jednak we wszystkich czterech meczach, a Anglicy triumfowali w zawodach zdobywając dodatkowo Wielkiego Szlema. W kadrze grał do roku 1962, zaliczając łącznie dwadzieścia cztery testmecze, w tym trzynaście jako kapitan.

## Kariera pozasportowa
Był selekcjonerem angielskiej kadry, przedstawicielem hrabstwa w Rugby Football Union, a w latach 1976–1977 prezesem krajowego związku, w drugim z nich otrzymując Order Imperium Brytyjskiego w randze Komandora (CBE), w latach osiemdziesiątych pełnił też rolę prezesa klubu Cambridge R.U.F.C.. Był sędzią pokoju, radnym hrabstwa, członkiem England Tourist Board, a przez ministra sportu Denisa Howella został mianowany przewodniczącym Sports Council, którą to funkcję pełnił przez siedem lat (do konfliktu z ministrem Neilem Macfarlanem) propagując wówczas program Sports for All uważając, że rada powinna odpowiadać za stan tężyzny fizycznej narodu, a nie tylko zawodowych sportowców.

## Varia
- Urodził się w rodzinie sadownika, a uczęszczał do Bedford Modern School[7][8].
- W młodości uprawiał także krykieta, grał dla hrabstwa Cambridgeshire[1], jako batsman osiągając średnią stu punktów na mecz[4].
- W 2005 roku został przyjęty do hali sław Saints jako jeden z inauguracyjnej szóstki[11].
- Żonaty z Jean Margaret Levin, z którą miał trzy córki – Deborah, Caroline i Louise[7][1].
- Przez ostatnie lata życia cierpiał na chorobę Alzheimera[8].